# Cima Pagarì
La Cima Pagarì (anche in francese Cime Pagarì) è una montagna di 2.908 m s.l.m. delle Alpi Marittime, situata lungo il confine italo-francese.

## Caratteristiche
Si tratta di una delle punte della catena principale alpina; ad est il Passo Pagarì (2819 m)  la separa dalla Cima Maledia, mentre verso ovest il crinale prosegue con la Cima di Peirabroc (2940 m) e il Monte Clapier. Nei pressi del punto culminante sorgono alcuni ometti in pietrame. Si tratta di una vetta apprezzata per la relativa facilità di accesso e l'ottimo punto di vista che offre su molte cime delle circostanti Alpi Marittime
La Cima ed il Passo prendono il nome dal nobile Paganino del Pozzo che negli anni '30 del XV secolo promosse e migliorò la strada che collegava Nizza a Cuneo per il commercio del sale e che qui, per l'appunto, passava.

## Salita alla vetta

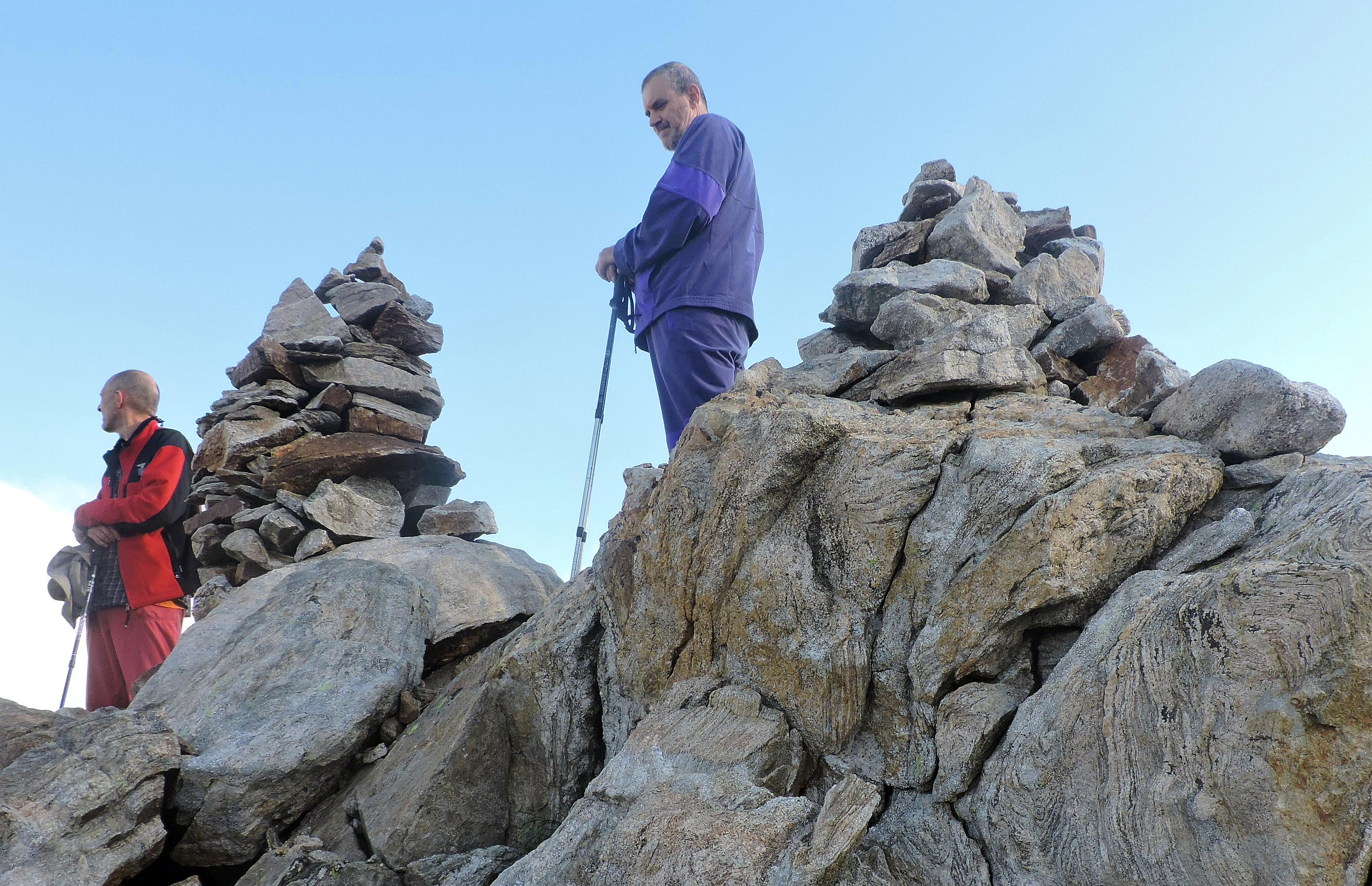
Escursionisti sulla vetta

La via normale di accesso alla vetta è un itinerario considerato di difficoltà escursionistica EE e si sviluppa lungo una traccia di sentiero che parte nei pressi del passo del Pagarì, a sud-est della vetta. Per raggiungere il passo dal versante francese si può partire dal refuge de Nice, mentre dal versante italiano l'accesso avviene in genere dal Rifugio Pagarì. Nel secondo caso si può anche svoltare a sinistra prima di giungere al passo ricongiungendosi poco dopo alla via che sale dal colle.

## Storia

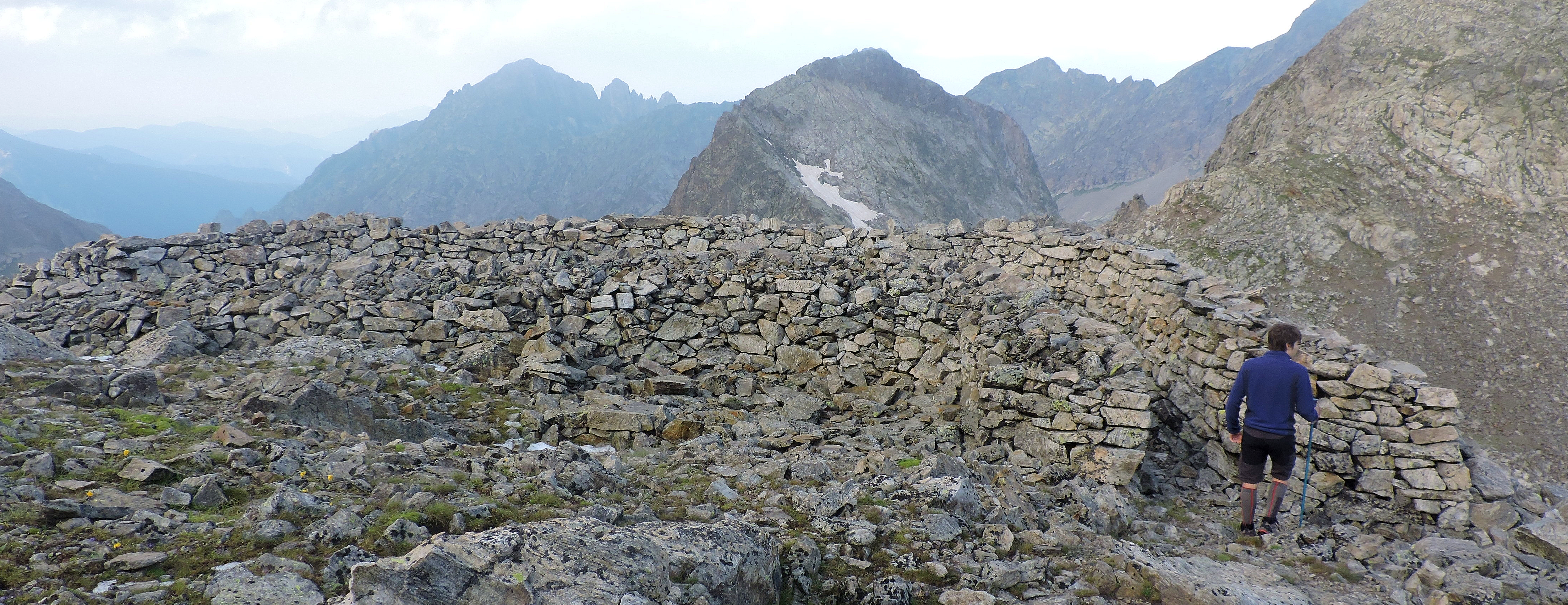
La trincea nei pressi del colle

La punta Pagarì, come altre montagne poste sul confine italo-francese, venne interessata dalle operazioni belliche connesse con la II guerra mondiale. In particolare tra la cima e il passo del Pagarì venne costruito un bastione in pietrame, tutto'ora ben conservato, che facilitava il controllo del punto di valico. L'opera venne tenuta prima dalle truppe nazifasciste e in seguito dai partigiani.

## Punti di appoggio
- Rifugio Pagarì (versante italiano)
- Refuge de Nice (versante francese)